# Patrizia Pepe
Patrizia Pepe è un marchio fiorentino di proprietà della società Tessilform SpA creato nel 1993 da Patrizia Bambi e Claudio Orrea.

## Storia
Negli anni ottanta, Claudio Orrea, dopo una parentesi da meccanico, si dedica all'abbigliamento sportivo vendendo ai grossisti alcuni capi da lui prodotti insieme alla moglie Patrizia. Nel 1993, chiusi i rapporti con i clienti precedenti, viene lanciato il marchio Patrizia Pepe.
La prima sede dell'azienda è a Galciana, frazione di Prato, occupa 7 dipendenti in un'area di 600 m². Poco tempo dopo l'azienda si trasferisce a Capalle. Al 2007 contava 250 dipendenti su 15.000 m².
Il 1º giugno 2008, Patrizia Bambi è stata nominata cavaliere del lavoro dal presidente della Repubblica Giorgio Napolitano.

## Produzione
Al 2008 le linee di prodotti includono le collezioni donna, uomo (dal 2005), bambino (dal 2007), underwear e beachwear. L'azienda è presente con negozi monomarca in tutto il mondo dalla Russia al Giappone, dagli Emirati Arabi alla Germania. Circa il 40% del suo fatturato è prodotto sul mercato estero. I punti vendita mono-marca, al 2008, sono 83, quelli multi-marca 1200.
Un punto caratterizzante l'azienda è la scelta della distribuzione. Le linee di abbigliamento vengono infatti distribuite anche attraverso show room (cosiddetta diffusione o "pronto moda") dove il dettagliante può recarsi per acquistare i capi. Tale scelta distributiva è in controtendenza rispetto ai tradizionali mezzi di distribuzione dei prodotti moda medio-alti ma è risultata premiante per l'azienda che ha un sell-out (vendita al consumatore finale) di circa il 90%.
Per scelta aziendale la produzione donna copre solo le taglie 40, 42 e 44. Solo per il nord ed est Europa viene prodotta anche la taglia 46.

## Vendita online
Dal gennaio 2009 l'azienda distribuisce attraverso internet il proprio prodotto al cliente finale. Apre infatti il portale dove è possibile navigare attraverso i temi delle collezioni proposte, conoscere gli abbinamenti suggeriti dagli stilisti Patrizia Pepe e completare il proprio acquisto. La piattaforma è completamente integrata alla filiera logistica.